# ایلومینا
ایلومینا شرکتی است که به طراحی و ساخت و فروش دستگاههایی برای توالی‌یابی ژنتیک می‌پردازد. این شرکت در سال ۱۹۹۸ آغاز به کار کرد و مرکز اداری آن در شهر سان دیه‌گو در ایالت کالیفرنیا قرار دارد.